# K2-168
K2-168, EPIC 205950854 — одиночная звезда в созвездии Водолея на расстоянии приблизительно 800 световых лет (около 246 парсек) от Солнца. Видимая звёздная величина звезды — +12,291m.
Вокруг звезды обращается, как минимум, две планеты.

## Характеристики
K2-168 — жёлтый карлик спектрального класса G6V. Масса — около 0,877 солнечной, радиус — около 0,9 солнечного, светимость — около 0,666 солнечной. Эффективная температура — около 5657 К.

## Планетная система
В 2018 году командой астрономов, работающих с фотометрическими данными в рамках проекта Kepler K2, было объявлено об открытии планеты K2-168 b.
В 2019 году командой астрономов, работающих с фотометрическими данными в рамках проекта Kepler K2, было объявлено об открытии планеты K2-168 c.